# Milan Hodža
Milan Hodža, född 1 februari 1878, död 27 juni 1944, var en tjeckoslovakisk politiker.
Milan Hodža var slovak, ägnade sig och journalistik och politik samt invaldes 1905 i ungerska deputeradekammaren, där han förde den slovakiska bondebefolkningens talan. Vid Österrike-Ungerns sammanbrott 1918 spelade han en ledande roll i den konferens 30 oktober 1918 som de facto proklamerade Slovakiens skilsmässa från Ungern och förening med de tjeckiska provinserna till en tjeckoslovakisk stat. I november utsågs han till tjeckoslovakiskt ombud i Budapest och förde vissa underhandlingar med ungerska regeringen om Slovakiens utrymmande av ungerska trupper mot att frågan om landets framtida politiska ställning skulle hänskjutas till fredskonferensen. Hodža desavouerades dock av Edvard Beneš. Han insattes dock i Tjeckoslovakiens konstituerade församling som representant för slovakerna, blev vid dessas splittring i anhängare av den bestående tjeckoslovakiska staten och autonomister ledare för förstnämnda grupp och anslöt sig till tjeckoslovakiska agrarpartiet. Han blev 1921 professor i modern historia vid universitetet i Bratislava men ägnade sig främst åt politik, var 1922–1925 jordbruksminister, 1926–1929 undervisningsminister och 1932–1935 på nytt jordbruksminister. 1935 bildade Hodža själv en samlingsregering, som med vissa förändringar förblev vid makten ända till den tjeckoslovakiska krisen hösten 1938. På sommaren samma år förde Hodža som regeringschef långa, svåra och resultatlösa förhandlingar med Sudetendeutsche Partei och andra nationella minoritetspartier. Sedan Tjeckoslovakien under krisens slutskede 21 september tvingats gå med på att avträda de sudettyska områdena, avgick Hodža och efterträddes av general Jan Syrový. Han utvandrade senare till USA, där han avled 1944. 1941 dömde tyska "skyddsstaten" Slovakiens domstol honom till 18 års fängelse för verksamhet, riktad mot den slovakiska staten.